# Antonio Rebollo Liñán
Antonio Rebollo Liñán (Madrid, 19 de juny de 1955) és un ex-tirador amb arc paralímpic espanyol.
El seu nom és recordat principalment per encendre la flama provinent de la torxa olímpica a l'Estadi Olímpic de Montjuïc a la Cerimònia Inaugural dels Jocs de Barcelona 1992. A banda d'aquest esdeveniment, Antonio Rebollo va guanyar un total de tres medalles paralímpiques entre 1984 i 1992.